# Jazyková práva
Jazyková práva (Linguistic rights) jsou lidská a občanská práva týkající se individuálního a kolektivního práva na volbu jazyka nebo jazyků pro komunikaci v soukromém nebo veřejném prostoru.

## Základní pojetí jazykových práv
V právní teorii se rozlišují dva hlavní způsoby, jak jazyková práva chápat:
1. Objektivně právní smysl (language law): V této rovině jde o systém právních norem, zejména z oblasti veřejného práva (ústavního, správního či trestního), jimiž je vymezena povinnost používat určité jazyky v daných situacích. Subjekty právních vztahů si zde obsah práv ani povinností nemohou dojednat podle své vůle. Patří sem například pravidla stanovující úřední jazyk při jednání v oblasti státní správy či před soudy.
2. Subjektivně právní smysl (language right): V tomto pojetí jde o právo jednotlivců užívat konkrétní jazyk, což zpravidla zahrnuje oblast soukromé komunikace, možnost vzdělávat se v mateřském jazyce nebo právo na informace v požadovaném jazyce. Taková práva jsou často chápána jako součást základních lidských práv a svobod, zvláště ve vztahu k menšinám.[2]

Jazyková práva se dělí také podle hmotného a procesního práva. Hmotné právo upravuje samotné povinnosti a oprávnění (např. právo na výuku v mateřském jazyce), zatímco procesní právo se soustředí na postupy při uplatňování těchto práv (např. zajištění tlumočení v soudním řízení).
Dalším kritériem je míra podpory, kterou právo poskytuje. Tolerance-oriented práva chrání uživatele jazyka před aktivní asimilací a vyžadují od ostatních, aby užívání daného jazyka pouze tolerovali (tj. nebránili mu). Promotion-oriented práva naopak kladou na stát či jiné instituce požadavek aktivního jednání (např. povinnost poskytovat vzdělávání v menšinovém jazyce).

## Dokumenty
Mezi důležité dokumenty týkající se jazykových práv patří Všeobecná deklarace jazykových práv (1996), Evropská charta regionálních či menšinových jazyků (1992), Úmluva o právech dítěte (1989), Rámcová úmluva o ochraně národnostních menšin (1998), Úmluva o boji proti diskriminaci v oblasti vzdělávání (1960) a Mezinárodní pakt o občanských a politických právech (1966).

## Jazyková práva v České republice
Česká republika nemá samostatný jazykový zákon. Čeština má postavení úředního jazyka de facto, nikoliv však de iure, Ústava České republiky totiž jazyk explicitně neupravuje. Jazyková práva jsou zakotvena v různých právních předpisech, zejména ve správním řádu, školském zákoně, procesních předpisech, a zákoně o právech příslušníků národnostních menšin.
Listina základních práv a svobod, která je součástí ústavního pořádku, zakazuje diskriminaci mj. na základě jazyka a zaručuje menšinám právo na vzdělávání, informace a úřední styk v jejich jazyce. Právo na tlumočníka je zajištěno řízeních před soudy a úřady.
Užívání jazyků ve veřejné správě upravuje např. § 16 správního řádu, podle nějž se jedná česky, výjimečně slovensky. Národnostní menšiny, které tradičně a dlouhodobě žijí na území ČR, mohou jednat ve svém jazyce; náklady na tlumočníka v tomto případě hradí stát.
Zákon o právech příslušníků národnostních menšin komplexně upravuje jazyková práva menšin, např. právo na vícejazyčné názvy obcí, vzdělávání v jazyce menšiny, rozšiřování informací či účast na veřejném životě. Podmínky pro užívání těchto práv stanovují další zákony, např. zákon o obcích, pokud se k menšině přihlásilo alespoň 10 % obyvatel.
Čeština je primárním vyučovacím jazykem, školský zákon však zajišťuje výuku v jazyce menšiny, pokud je splněn minimální počet žáků. Zákon o znakové řeči pak například garantuje právo neslyšících na tlumočníka a užívání českého znakového jazyka.
Znalost češtiny je podmínkou naturalizace i získání trvalého pobytu. Požadovaná úroveň rozsahu znalosti jazyka je podle Společného evropského referenčního rámce pro jazyky stanovena na úrovni B1 pro udělení občanství a na úrovni A2 pro účely získání povolení k trvalému pobytu.